# Davin White
Davin Edward White (Phoenix, Arizona, 31 de diciembre de 1981) es un jugador de baloncesto estadounidense. Con 1.85 metros de estatura, juega en las posiciones de base y escolta.

## Carrera Deportiva
Davin White comenzó jugando baloncesto en el 2003 con la Universidad de California, Northridge, terminó de jugar en la universidad en el 2005, mismo año que emigró con los Hutchinson Ballhogs.
Del 2005 al 2006, jugó con los Niagara Dare Devils en la ABA.
En el 2006, fue subcampeón del CIBACOPA y campeón de la Zona Norte con los Mineros de Cananea, jugó ese mismo año para Correcaminos UAT Tampico en la LNBP.
Parecía que el 2006 era su año, ya que fue elegido para la pretemporada de los Phoenix Suns, pero no convenció y no fue elegido en el Draft y, por esa misma razón, emigró a la D-League para jugar con el equipo Anaheim Arsenal, equipo que pasaría a llamarse Colorado 14ers, donde militaría hasta inicios del 2008.
En el 2008, vuelve a México para jugar con los Mineros de Cananea donde promedio 31.7 puntos por juego, pero no fueron suficientes para levantar a los Mineros de Cananea ya que fueron eliminados en cuartos de final.
Después de finalizar la temporada con Mineros de Cananea, regresó a la D-League para jugar con los Reno Bighorns. 
En el 2009, firmó un contrato con los KK Swisslion Takovo Lions Vrsac de la Liga nacional de baloncesto de Serbia, mismo año que jugó para los Halcones UV Córdoba en la LNBP, pero no duraría mucho con los Halcones ya que, después de tan solo 2 juegos, decidió regresar a la Liga nacional de baloncesto de Serbia con los KK Swisslion Takovo Lions Vrsac. 
Iniciada la temporada 2014-2015, fichó por el Bàsquet Manresa de la Liga ACB. White debutó en la Liga Endesa disputando 31 partidos en Manresa y firmando una media de 11,2 puntos.
En 2015,ficha por Iberostar Tenerife, por el que firma por una temporada con opción a otra, una vez anunció el ICL Manresa que renuncia al derecho de tanteo por el jugador de Phoenix.
En 2017,conquista con Iberostar Tenerife, la Basketball Champions League y la Copa Intercontinental. En la consecución de ambos títulos, la aportación de Davin es fundamental,anotando 14 puntos en las dos finales.